# Фергюсон, Джон (посол)
Джон Хейвен Фергюсон (англ. John Haven Ferguson; 1915—1970) — американский юрист и дипломат, посол США в Марокко.
Родился в 1915 году в Оклахома-Сити, окончил Йельский университет и юридический факультет Гарвардского университета. Работал в должности заместителя директора аппарата политического планирования Государственного департамента США, в должности помощника президента Международного банка реконструкции и развития, затем в качестве помощника президента Всемирного банка. В марте 1947 года оставил госслужбу и занялся частной практикой в Нью-Йорке в юридической фирме Root, Ballantine, Harlan, Bushby and Palmer. В 1948 году был одним из адвокатов обвинённого в шпионаже в пользу СССР сотрудника Государственного департамента Элджера Хисса.
В 1954 году переехал в Париж, где работал юристом и входил в комитет по связям НАТО с Европейским экономическим сообществом. 21 августа 1962 года указом президента Джона Ф. Кеннеди назначен чрезвычайным и полномочным послом США в Марокко. На этой должности находился до 24 ноября 1964 года.
Был женат на дочери юриста Артура Баллантайна Хелен, у них было двое детей. Скончался в 1970 году во время семейного отдыха недалеко от французского города Горд в возрасте 55 лет.